# Hotel Chevalier
Hotel Chevalier er en kortfilm som er skrevet af Wes Anderson, og udgivet i i 2007. I rollerne ses Jason Schwartzman og Natalie Portman. Filmen er en prolog til Andersons The Darjeeling Limited. Den 13 minutter lange film foregår på Hotel Chevalier før Schwartz's rollefigur Jack møder sine to ældre brødre i Indien.